# Бубер Леонід Ілліч
Леонід Ілліч Бубер (19 грудня 1916, Миколаїв — 7 вересня 2005, Москва) — лейтенант, командир роти 212-го стрілецького полку 49-ї стрілецької дивізії 13-й армії Північно-Західного фронту. Учасник радянсько-фінляндської та німецько-радянської війни, Герой Радянського Союзу.

## Біографія
Леонід Ілліч народився в єврейській сім'ї робітників. Член КПРС з 1943. Начався в школі фабрично-заводського учнівства в м. Миколаїв, закінчив 7 класів, працював на заводі токарем. З 1935 в Радянській Армії. Закінчив Одеську піхотну школу. Учасник радянсько-фінляндської війни 1939—1940.
Командир роти 212-го стрілецького полку, комсомолець лейтенант Бубер 13 і 14 квітня 1940 року в бою за укріплення району північніше села Терентилий (в 45 км південно-східніше Виборга Ленінградської обл.) потягнув за собою воїнів вперед. Рота подолала дротяні загородження і зайняла вказаний район, вибивши з нього противника. 17 лютого, успішно форсували р. Тайполен-Йоки. Був тричі поранений, але не залишив поля бою. Звання Героя Радянського Союзу присвоєно 7 квітня 1940.
З 1942 року майор Л. І. Бубер — на фронтах німецько-радянської війни. Обіймав посаду заступника командира 167-го стрілецького полку зі стройової частини (16-а стрілецька дивізія). Брав участь у Курській битві, був поранений, після чого був відправлений у госпіталь до Москви. Після війни продовжував службу в армії. З 1958 — в запасі. Жив у Москві. Працював вчителем допризовної підготовки юнаків школи № 354. Похований у Москві, на Преображенському цвинтарі.

## Нагороди
Звання Героя Радянського Союзу з врученням ордена Леніна і медалі «Золота Зірка» (№ 137) Леоніду Іллічу Буберу присвоєно Указом Президії Верховної Ради СРСР від 7 квітня 1940 року.
Нагороджений орденом Леніна, Вітчизняної війни 1 ступеня, 2 орденами Червоної Зірки, медалями.

## Пам'ять
Похований на Преображенському цвинтарі м. Москви.
21 липня 2011 в Єрусалимі в меморіалі «Гиват а-Тахмошет» відкрита перша меморіальна дошка воїну-єврею, який народився на території колишнього СРСР — Герою Радянського Союзу Леоніду Буберу. Був організований телеміст з Москвою, де представники російського єврейства, в режимі онлайн з Єрусалимом, вшанували пам'ять героя. У прямому ефірі з Ізраїльського Культурного центру в Москві брали участь рідні Леоніда Бубера. «Гиват а-Тахмошет» є основним меморіалом, що символізує звільнення і об'єднання Єрусалиму. Ініціаторами заходу виступили активісти ізраїльських і міжнародних організацій «Шахар» і «Шиши-шаббат Ісраель».